# الشبات
السبت أو الشبات (بالعبرية: שַׁבָּת، بحروف رومانية: Šabat، المعنى الحرفي: «الراحة» أو «الانقطاع»)، ويسمّيه الأشكنازيون أيضًا شبوس (باليديشية: שאַבעס)، هو يوم الراحة في اليهودية وهو سابع أيام الأسبوع، أي السبت. في هذا اليوم، يتذكّر اليهود المتديّنون قصص التوراة الواصفة لخلق السماوات والأرض في ستة أيّام، وعتقهم من العبودية لدى خروجهم من مصر، ويتطلّعون إلى عصر قدوم المسيح المستقبلي. لأن التقويم الديني اليهودي يعدّ الأيام من المغرب إلى المغرب، يبدأ السبتُ مساءَ ما نسمّيه في التقويم المدني جُمعة.
تشمل ممارسة السبت ترك أنشطة العمل، بصرامة شديدة، والانخراط في أنشطة الراحة لتعظيم اليوم. رأي اليهودية التقليدي أن السبت -الذي هو اليوم السابع- لم ينقطع في الشعب اليهودي وقد نشأ بينهم، وكان أوّل مؤسساتهم المقدسة وأقدسها، ولو أن غيرهم يقترح أصولًا أخرى. تنويعات السبت شائعة في اليهودية، وقد تُبُنّي بتغييرات في الأديان الإبراهيمية وغيرها.
تحكم الهالاخا (شريعة اليهود الدينية) بأنّ السبت يبدأ من دقائق معدودة قبيل المغرب مساء الجمعة، إلى ظهور ثلاث نجوم في السماء ليل الأحد. يُنتَظر السبت بإشعال شموع وتلاوة تبريكة. تقليديًّا، تؤكل ثلاث وجبات احتفالية: أوّلها مساء الجمعة، وثانيها غداء يوم السبت، وثالثها بعد ذلك بعد الظهر. تبدأ وجبة المساء ووجبة بعد الظهر المبكرة بتبريكة تسمّى كِدّوش، وتبريكة أخرى تُتلى على رغيفَي حَلّة. الوجبة الثالثة ليس فيها التبريكة الأولى ولكن كلها فيها الرغيفان. يُختَتم السبت مساء الأحد بتبريكة تسمّى هفدلة.
السبت يوم احتفالي يتحرر فيه اليهود من أعمال الحياة اليومية. ويقدّم فرصة لهم ليتأمّلوا الجوانب الروحية في حياتهم ويقضوا وقتًا مع الأسرة.

## التأثيل
كلمة شَبَت مشتقّة من الفعل العبري شَبَت (بالعبرية: שָׁבַת). وإن كانت هذه الكلمة تترجَم عادةً إلى «راحة»، فإن لها ترجمة دقيقة أخرى هي «الانقطاع (عن العمل)»، لأن الراحة ليست مقصودة بالضرورة. فكرة الانقطاع الفاعل عن العمل تُرى أنّها متّسثة مع نشاط الإله كامل القدرة في اليوم السابع من الخلق حسب سفر التكوين. من الدلالات المهمّة الأخرى شِبِت (שֶּׁבֶת) وتعني الجلوس أو البقاء، وشِبَع (שֶׁבַע) وتعني سبعة، لأن السبت هو سابع أيام الأسبوع، والأيّام الأخرى ليست لها أسماء بل تسمّى بترتيبها.

## الأصول

### بابل
من الكلمات المناسبة للكلمة، كلمة بابلية استُعيدت من رواية إنوما إليش الخامسة المفقودة، هي «سبتم»، ورد في الرواية: «ثم تلاقي السبت، في منتصف الشهر». اعتُبرت هذه الكلمة من السومرية س-بت («وسط-الراحة»)، وهي في الأكادية أوم نوه ليبي («يوم وسط الراحة»).
اقتُرح ربط هذه الكلمة بتعظيم السبت، لأن الأيّام (السابع والرابع عشر والواحد والعشرين من الشهر القمري) كانت مقدّسة في التقويم الآشوري الديني، وتسمّى أيضًا «أيامًا شريرة» (أي غير مناسبة للأنشطة المحرمة). التحريمات في هذه الأيّام، وبين كل متلاحقين فيها 7 أيّام، تشمل قيادة العربات، وأكل الملك للحم. في هذه الأيّام حُرّم على المسؤولين أشياء كثيرة، وحُرّم على العوام «أن يتمنّوا»، وعلى الأقل كان اليوم الثامن والعشرون معروفًا على أنه «يوم راحة».
قدّمت الموسوعة اليهودية الشاملة نظرية لعلماء آشوريات منهم فردريك دلزخ (ومارسيلو كرافري)، أن السبت أصله من الدورة القمرية في التقويم البابلي إذ كان يشمل أربعة أسابيع تنتهي بالسبت، وفوقها يوم أو اثنان كل شهر لا يُحسبان. من مصاعب هذه النظرية التوفيق في الاختلافات بين الأسابيع غير المنقطعة والأسابيع القمرية، وتفسير غياب النصوص التي تسمى نهاية الأسبوع القمري سبتًا في أي لغة.

### مصر
لا يرجع السبت -الذي هو اليوم السابع- إلى المصريين، بل كانوا جاهلين به، وقد رُفضت النظريات التي تقول إنه يوم زُحَل أو أنه مرتبط بالكواكب عمومًا.

### الكتاب العبري
للسبت مكانة خاصّة بوصفه يومًا مقدّسًا من أوّل التوراة في سفر التكوين 2:1–3. وشُرع السبت أوّلًا بعد الخروج من مصر، في سفر الخروج 16:26 (الأمر بترك المنّ)، وفي الخروج 16:29 (تحديد المسافة المسموح بسفرها على الأقدام في السبت)، وكذلك في الخروج 20:8–11 (واحدة من الوصايا العشر). ذُكِر السبتٌ وأُمر به عدة مرات في التوراة والتناخ، ويجب فيه تقديم ضعفي القرابين الحيوانية التي تقدّم في اليوم العادي. وقد وصفَ السبتَ نبيّون منهم إشعيا وإرميا وحزقيال وهوشع وعاموس ونحميا.
رأي اليهودية التقليدي أن السبت -الذي هو اليوم السابع- لم ينقطع في الشعب اليهودي وقد نشأ بينهم، وكان أوّل مؤسساتهم المقدسة وأقدسها. أصول السبت بوصفه سابع أيام الأسبوع غير واضحة للعلماء، ولكن التراث الموسوي يدّعي أن أصلها في رواية الخلق في التكوين.
أوّل إشارة في غير الكتاب المقدس للسبت موجودة في جلد مكتوب عليه اكتُشف في مسد حشافياهو، وقد أُرّخت قريبًا من 630 قبل الميلاد.

### مكانة السبت يومًا مقدَّسًا في اليهودية
يصف التناخ والسدور ثلاثة مقاصد للسبت:
1. ذكر خلق الله للكون، إذ ارتاح في اليوم السابع منه (أو انقطع عنه)
2. ذكر خروج الإسرائيليين من مصر وإعتاقهم من العبودية في مصر القديمة
3. لـ«تذوّق» العالم الآتي (أي العصر المسيحي).

تجعل اليهودية السبت يومًا مقدّسًا مبهجًا. بأساليب كثيرة، تجعل الشريعة اليهودية السبت أهم يوم مقدس في التقويم العبري:
- هو أول يوم مقدس ذُكر في الكتاب المقدس، وكان الله أول من التزم به بانقطاعه عن العمل (التكوين 2:1–3).
- تجعل القداديس اليهودية السبت «عروسًا» و«ملكةً» (انظر حضرة الله)، ووصفته مصادر أخرى بأنه «ملك».[14]

- يُقرَأ سفر التوراة في تلاوة التوراة وهي جزء من أعمال السبت الصباحية، وهي تلاوة أطول من التلاوة العادية في أيام الأسبوع. يُقرَأ التوراة على مرّ دورة سنوية فيها 54 جزءًا، كل جزء يقرأ في سبت (وقد يُقرأ التوراة مرتين أحيانًا). في السبت، تقسَّم القراءة إلى سبعة أقسام، وهو أكثر من أي يوم مقدس آخر، حتى يوم الغفران. ثم، تقرأ «الفطرة» من كتب النبيين العبريين.

- ذكر تقليدٌ أن المسيح اليهودي سيأتي إذا أقام كلّ يهودي السبت مرتين متتاليتين إقامة صحيحة.[15]
- كانت عقوبة تدنيس السبت في العصور القديمة هي أشد العقوبات في الشريعة اليهودية (الرجم).[16]

## الشعائر

### الترحيب بالسبت
تعظيم السبت في يوم التحضير (الجمعة) يشمل الاستحمام وقص الشعر وتنظيف البيت وتجميله (بالزهور مثلًا). تبدأ الأيام في التقويم اليهودي عند حلول الظلام، لذا تبدأ أعياد يهودية كثيرة في هذا الوقت. حسب الشريعة اليهودية، يبدأ السبت قبل المغرب بدقائق معدودة. تُشعَل شموع في هذا الوقت. من العادات في كثير من المجتمعات إشعال الشموع قبل 18 دقيقة من المغرب (وأحيانًا قبل 36 دقيقة)، ومعظم الرزنامات اليهودية المطبوعة تلتزم بهذا.
قبالة السبت هي صلاة يرحَّب فيها بوصول السبت. قبل عشاء يوم الجمعة، جرت العادة بغناء أغنيتين، أولاهما «تحية» لملاكي السبت القادمين إلى البيت («شلوم عليخم» - «السلام عليكم»)، والثانية تمجيد لسيّدة البيت للعمل الذي عملته في الأسبوع الماضي («إشت حايل» - «امرأة شجاعة»). بعد التبريكات على النبيذ والحلّة، تُقدّم وجبة الاحتفال. الغناء تقليدي في وجبات السبت. في العصر الحديث، كتب مؤلفون كثيرون موسيقا مقدّسة لتستعمل في قبالة السبت، منهم روبرت ستراسبرغ وسامويل أدلر.
بحسب الأدبيات الحاخامية، فإن الله في التوراة أمر اليهود أن يحفظوا السبت (أي يجتنبوا ما حُرّم فيه) ويذكروه (بالقول والفكر والفعل)، وكلا هذين الأمرين مرموزٌ في إشعال شمعتين في السبت. تُشعِل الشموع عادة سيّدة المنزل (أو الرجل إذا كان يعيش وحيدًا). تشعل بعض الأُسَر أكثر من شمعتين، أحيانًا بقدر عدد الأطفال في البيت.